# Tertio Ponte
Tertio Ponte – biurowiec klasy A znajdujący się przy ulicy Władysława Broniewskiego 5 we Włocławku. Budowa obiektu rozpoczęła się w 11 października 2022 roku. Powstała również spółka celowa Fabryka Tertio Ponte, która została powołana przez włocławski samorząd oraz przedsiębiorstwo Operator ARP.

## Historia
Włocławski samorząd oraz warszawskie przedsiębiorstwo Operator ARP powołały spółkę celową pod nazwą Fabryka Tertio Ponte. Fraza tertio ponte oznacza trzeci most w języku łacińskim. Według informacji opublikowanej w 2023 roku koszt budowy biurowca klasy A Tertio Ponte wyniósł ponad 50 milionów złotych. Początkowo budynek miał powstać przy ulicy Tumskiej i ulicy 3 Maja we Włocławku. Projekt biurowca został opracowany przez biuro architektoniczne Pas Projekt. Tertio Ponte według założeń miał stać się miejscem dla nowoczesnych usług biznesowych oraz nowych przedsiębiorstw.
Budowa Tertio Ponte rozpoczęła się 11 października 2022 roku, a czas jej realizacji został zaplanowany na 18 miesięcy. Podczas budowy Tertio Ponte wykorzystano konstrukcje prefabrykowane. Biurowiec został otwarty 3 kwietnia 2024 roku. Tertio Ponte uzyskał certyfikat BREEAM. Był to pierwszy budynek tego typu we Włocławku. Zaprojektowany został w pracowni Pas Projekt Archi Studio. W październiku tego samego roku w biurowcu został otwarty salon jubilerski Kress.
Tertio Ponte powstał w ramach Programu Fabryka realizowanego przez przedsiębiorstwo Operator ARP. Według założeń Agencji Rozwoju Przemysłu budowa wysokiej klasy powierzchni biurowych miał pobudzać potencjał średnich miast. Biurowiec powstał we współpracy z Agencją Rozwoju Przemysłu i samorządem miasta Włocławka. Na generalnego wykonawcę wybrano przedsiębiorstwo Unibep. W 2021 roku był to jeden z trzech projektów Programu Fabryka pośród Urbi Ferro w Stalowej Woli i Porta Mare w Elblągu.

## Konstrukcja
Budynek został usadowiony przy ulicy Władysława Broniewskiego 5 we Włocławku w pobliżu węzła drogowego A1 Włocławek Zachód. Na konstrukcję Tertio Ponte składają się trzy połączone ze sobą dwu- i pięciokondygnacyjne moduły oraz jedna kondygnacja podziemna. Powierzchnia użytkowa budynku wynosi ponad 11 tys. m². W biurowcu powstały sale konferencyjne, szatnia dla rowerzystów, recepcja oraz przestrzeń coworkingowa.
W Tertio Ponte zamontowano panele fotowoltaiczne, system retencji wody deszczowej oraz podnoszone podłogi i windy. Na ostatniej kondygnacji budynku w otworach okiennych zamontowano żaluzje fotowoltaiczne. W garażu podziemnym przygotowano 80 miejsc parkingowych, natomiast w przestrzeni naziemnej są to 64 miejsca oraz kilkadziesiąt zadaszonych stojaków dla rowerów oraz ładowarki dla samochodów elektrycznych. Przy budynku powstał zielony ogród.

## Odbiór
Prezydent Włocławka Marek Wojtkowski stwierdził, że realizacja projektu budowy Tertio Ponte może mieć pozytywny wpływ na gospodarkę Włocławka. Przedsiębiorca z branży informatyki Jacek Orliński skrytykował funkcjonowanie Tertio Ponte, ponieważ uznał, że dochód z wynajmu powierzchni przekazywany jest do przedsiębiorstwa w Warszawie, a według niego powierzchnia powinna być wynajmowana przez lokalnych przedsiębiorców od lokalnych przedsiębiorców. Posłanka na Sejm Rzeczypospolitej Polskiej oraz wiceminister rolnictwa i rozwoju wsi Anna Gembicka stwierdziła, że nowe miejsca pracy w biurowcu mogą zatrzymać młodych ludzi we Włocławku.